# Andrés Pérez Mujica
Andrés Pérez Mujica (Valencia, Estado Carabobo, Venezuela; 15 de noviembre de 1873-Valencia, ibidem; 18 de diciembre de 1920), fue un escultor y pintor venezolano.  Su temática es de tendencia costumbrista, naturalista y expresionista en la que destaca el erotismo y el desnudo femenino. También pintó paisajes y retratos y fue de los últimos escultores que practicaron la talla en madera. "A diferencia de los escultores venezolanos que le habían precedido, Pérez Mujica tiene el mérito de ensayar una temática ambiciosa, librada del pomperismo oficial y del encargo retórico".

## Biografía
Hijo del doctor Rafael Pérez y Petronila Mujica. Sus hermanos fueron María Isabel, Rafael María y Encarnación Rafael. En 1883, cuando contaba sólo con 10 años, es inscrito por su padre en la academia privada de Juan Antonio Michelena y su hijo, el pintor Arturo Michelena. Debido a que este último es becado para estudiar en París por el gobierno de Joaquín Crespo en 1885, Pérez Mujica retomaría sus estudios de bachillerato en Valencia hasta instalarse en Caracas y en enero de 1889 estudiar Dibujo al natural y Pintura en la Academia de Bellas Artes, bajo las enseñanzas del director del instituto, el pintor Emilio Mauri.

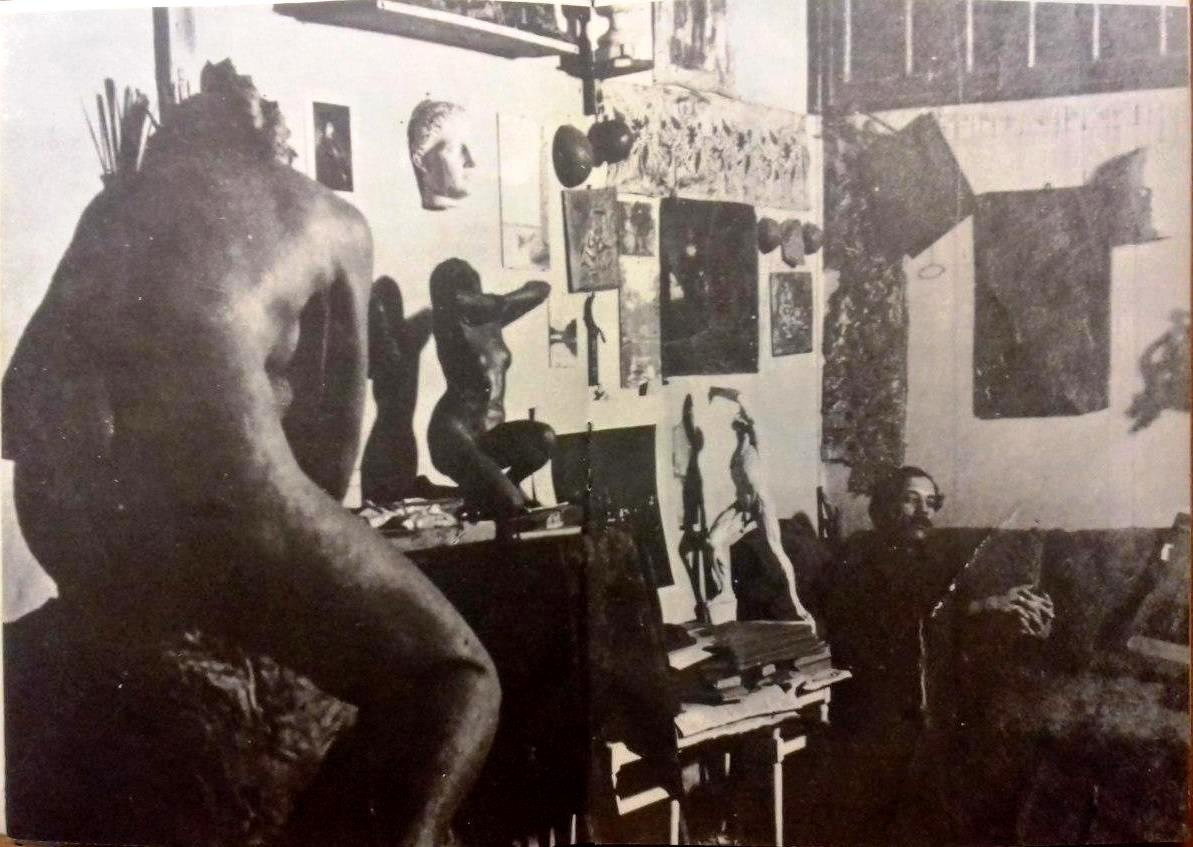
Pérez Mujica en su taller. Fotografía tomada del texto de la Sociedad de amigos de Valencia Andrés Pérez Mujica. Homenaje de la sociedad de amigos de Valencia. Ediciones de la dirección de Cultura, Valencia, 1974, pp. 16-17.

En 1890, Pérez Mujica regresa a Valencia a culminar sus estudios de bachillerato en el Colegio Federal de Primera Categoría de Carabobo. Después se matricularía en el curso de Mineralogía y Geología de la Universidad de Valencia en 1895. Pero lo abandona en 1897 para retornar a la Academia Nacional de Bellas Artes que se encuentra dirigida por Emilio Mauri, pero esta vez sería para estudiar escultura con Ángel Cabré y Magriñá, padre del pintor Manuel Cabré.
En el año de 1899, Andrés Pérez Mujica gana el Primer Premio de Escultura de la Academia con El llanero, también conocida como El guitarrista venezolano y obtiene también dos accésit, uno en pintura por La bendición de Jacob y el otro en escultura por El peleador. En 1900 se incorpora al taller de pintura y escultura que Ángel Cabré tiene en su propia casa; mientras que en la marmolería de Julio Roversi colabora en la planimetría de las columnas del campo de Carabobo y en los bocetos para un monumento de los soldados de la Restauración. El Gobierno regional de Carabobo le asignó una ayuda económica de 120 bolívares para que continuara sus estudios en la Academia de Bellas Artes. En esos años Pérez Mujica continuaría cosechando éxitos: la Gobernación de Carabobo le concede una medalla por su obra Picón (1890) y en el concurso anual de la Academia de Bellas Artes obtiene el Primer Premio por la pieza El sátiro en acecho (1905). 

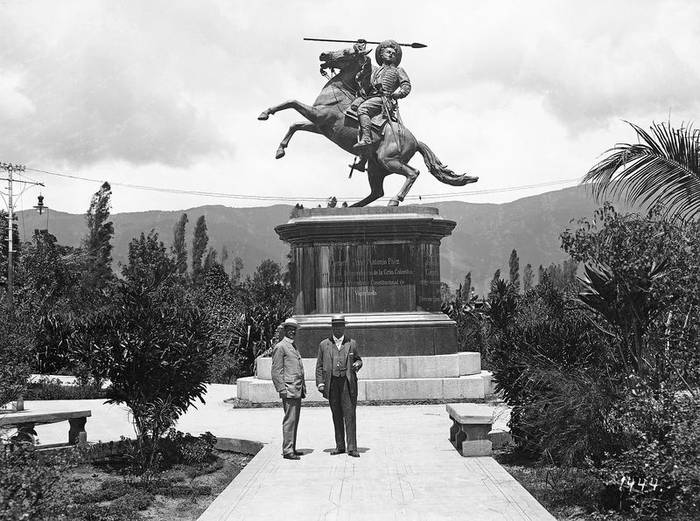
Fotografía realizada en 1910 sobre la estatua del general José Antonio Paez hecha por Pérez Mujica.

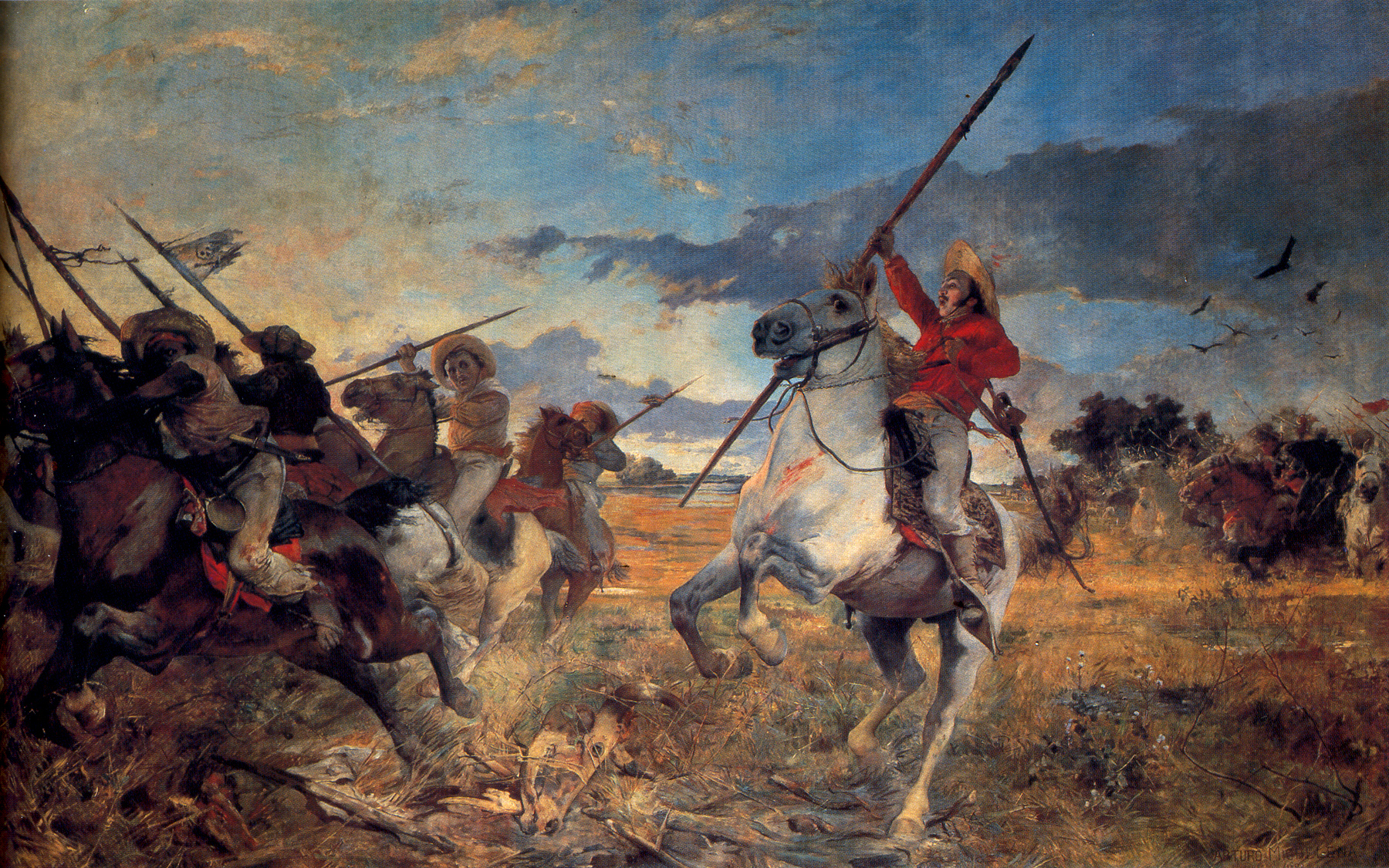
Vuelvan caras es un óleo del pintor Arturo Michelena. La expresión que allí presenta el general José Antonio Páez sirvió de inspiración para que Andrés Pérez Mujica realizara el monumento en honor al prócer.

Para 1903, se lleva a cabo un certamen para erigir un monumento al general José Antonio Páez. La propuesta de Pérez Mujica, que se inspira en el cuadro Vuelvan caras de Arturo Michelena , resultó ser la ganadora y fue enviada para su fundición en bronce al taller en Múnich del escultor venezolano Eloy Palacios (1847- 1919). Pero Palacios le realizó tantas modificaciones para mejorarla, que consideró que sus cambios eran lo suficientemente significativos como para firmarla al pie, lo que se desató una polémica cuando la escultura es inaugurada en la Plaza de la República en Caracas en 1905. La solución a este problema fue colocar una placa en el monumento que expresa que el concepto es de Pérez Mujica y el vaciado pertenece a Eloy Palacios.
En 1905, Andrés Pérez Mujica era aceptado como alumno de Antonin Mercié (1845- 1916) en los cursos de pintura y escultura de la Escuela Nacional y Especial de Bellas Artes de París, recibe una pensión mensual de trescientos francos otorgada por Cipriano Castro. Es allí donde indudablemente recibe la influencia del escultor francés Auguste Rodin (1840-1917). A la vez, sus ilustraciones eran publicadas en revistas venezolanas como El Cojo Ilustrado y El Tiempo. 

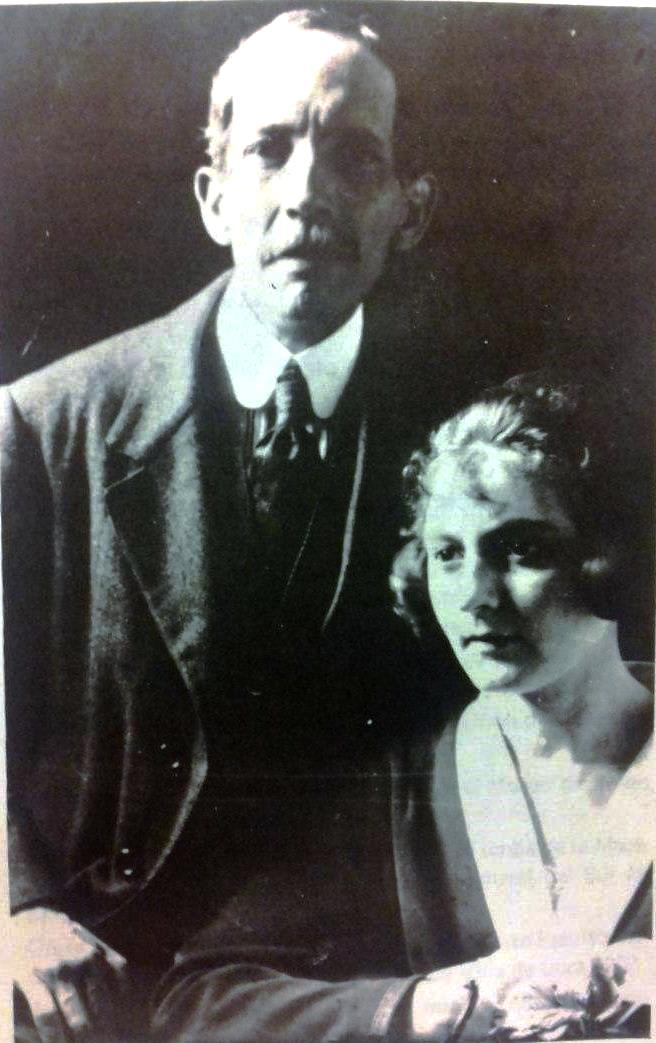
Pérez Mujica y su esposa Tatiana Ciedlowky. Fotografía tomada del libro Andrés Pérez Mujica. Homenaje de la sociedad de amigos de Valencia. Ediciones de la dirección de Cultura, Valencia, 1974, p. 11.

Para el Salón de Artistas Franceses de 1905 fue aceptada su escultura Lucrecia. Para 1906 se constituye como el primer escultor venezolano en recibir mención de honor en el Salón gracias a su pieza Indio combatiente, también conocida como Guaicaipuro. En 1908 Pérez Mujica "ensayó una escultura más despojada, capaz de transmitir a la forma exterior una fina sensibilidad luminosa, a través del modelado, para interpretar con  sentido moderno el mito de Prometeo".
Entre 1908 y 1910, se establecería en Roma, en donde pinta a la manera impresionista. En Trieste ejerce el cargo de Cónsul de Venezuela. De vuelta a París en 1910 abriría su taller en el barrio de Montparnasse, en donde elabora los bustos de Manuel Cedeño y Ambrosio Plaza. A fines de 1911 conocería a la rusa Tatiana Ciedlowky de veinte años, quien se convertirá en su esposa en 1915. En 1912 realizaría obras como la estatua de Camilo Torres, las figuras funerarias Alma, El fauno y La bacante. En 1914 sería aceptado en el Salón de Artistas Franceses de París con El coleador y también en la Exposición de la Sociedad de Artistas Independientes.
Cuando Prusia invade París en 1915, decide regresar a Venezuela. Antes de partir destruye su obra escultórica, al no encontrar un depósito en donde resguardarla. Se residencia con su esposa en Caracas, en un modesto taller en donde realiza algunas esculturas y pinta paisajes. En 1917 regresa a París, pero en 1919 es recluido en un hospital francés. Ese mismo año retorna a Venezuela y fallece en la ciudad de Valencia.

## Premios Obtenidos
1. 1899 Premio de escultura, Academia de Bellas Artes.
2. 1899 Accésit por el Premio de pintura y de escultura, Academia de Bellas Artes.
3. 1901 Medalla de honor, Certamen de Pintura, Valencia, Edo. Carabobo
4. 1901 Premio de escultura, Academia de Bellas Artes.
5. 1903 Primer premio, Concurso para el Monumento al General José Antonio Páez, Academia de Bellas Artes.
6. 1904 Accésit en el Concurso del Monumento a Carabobo, Caracas.
7. 1906 Mención de honor en escultura, Salón de Artistas Franceses.

### Premios póstumos
1. 1928 Mención de honor en escultura, Exposición de la Sociedad Nacional de Bellas Artes, París.

## Colecciones
- Cementerio General del Sur, Caracas.
- Concejo del Municipio Libertador, Caracas.
- Gabinete del dibujo y de la estampa, Valencia, Edo. Carabobo.
- Galería de Arte Nacional, Caracas.
- Iglesia de La Pastora, Caracas.
- Iglesia de San José, Valencia, Edo. Carabobo.
- Iglesia Parroquial, Villa de Cura, Edo. Aragua.
- Maraven, Caracas.
- Museo de Arte e Historia de Valencia Casa de los Celis, Valencia, Edo. Carabobo.
- Parque Carabobo, Caracas.
- Urbanización El Trigal, Valencia, Edo. Carabobo

## Esculturas
- Alma, 1912. Fundición cera perdida. Bronce patinado. Dimensiones: 41,5 × 11,1 × 11,1 cm. Galería de Arte Nacional. Caracas, Venezuela.
- Fauno y Bacante, 1913. Fundición cera perdida. Bronce patinado. Dimensiones: 37,7 × 10,9 × 11,7 cm. Galería de Arte Nacional. Caracas, Venezuela.
- Lucrecia, 1905. Vaciado en yeso. Dimensiones: 152 × 96 × 98 cm. Galería de Arte Nacional. Caracas, Venezuela.
- Lucrecia, 1905. Fundición. Bronce patinado. Dimensiones: 152 × 96 × 98 cm. Galería de Arte Nacional. Caracas, Venezuela.
- La bacante, 1913. Fundición. Bronce patinado. Dimensiones: 39,5 × 25 × 32 cm. Galería de Arte Nacional. Caracas, Venezuela.

## Galería de imágenes
|                                                                    |
| vaciado en yeso de la pieza Lucrecia, obra de Andrés Pérez Mujica. |

|                                                                                             |
| Lucrecia, pieza con que Pérez Mujica es aceptado en el Salón de Artistas Franceses de 1905. |

| |
| Escultura en homenaje al general José Antonio Páez realizada por el escultor venezolano Andrés Pérez Mujica. Fotografía actual en que se evidencia la carencia de la lanza en la pieza. |

| |
| Placa del monumento conmemorativo al general José Antonio Paez realizada or el escultor venezolano Andrés Pérez Mujica. |

| |
| Parte trasera de la placa del monumento conmemorativo al general José Antonio Paez realizado or el escultor venezolano Andrés Pérez Mujica. |

| |
| El coleador. Escultura de Pérez Mujica (inexistente). Fotografía tomada del libro Andrés Pérez Mujica. Homenaje de la sociedad de amigos de Valencia. Ediciones de la dirección de Cultura, Valencia, 1974. |

| |
| El guitarrista Escultura de Pérez Mujica (inexistente). Fotografía tomada del libro Andrés Pérez Mujica. Homenaje de la sociedad de amigos de Valencia. Ediciones de la dirección de Cultura, Valencia, 1974. |

| |
| El Peleador. Escultura de Pérez Mujica (inexistente). Fotografía tomada del libro Andrés Pérez Mujica. Homenaje de la sociedad de amigos de Valencia. Ediciones de la dirección de Cultura, Valencia, 1974. |